# Otmar Mácha
Otmar Mácha (* 2. Oktober 1922 in Mariánské Hory; † 14. Dezember 2006 in Prag) war ein tschechischer Komponist. 

## Leben
Mácha studierte am Konservatorium Prag und war bis 1948 Schüler von Jaroslav Řídký. Von 1947 bis 1962 arbeitete er als musikalischer Direktor und Regisseur beim Tschechoslowakischen Rundfunk in Prag. Danach lebte er als freischaffender Komponist. 1995 gründete er mit Zdeněk Lukáš, Sylvie Bodorová und Luboš Fišer die Komponistengruppe Quattro.
Er komponierte fünf Opern, zwei Sinfonien und zwei Sinfonietten, eine sinfonische Dichtung, ein sinfonisches Intermezzo, Orchestervariationen, kammermusikalische Werke, ein Oratorium, drei Kantaten, Klavierstücke, Chorwerke, Filmmusiken und Lieder.